# Bocoa viridiflora
Espèce
Bocoa viridiflora (ou Swartzia viridiflora) est une espèce de plantes à fleurs de la famille des Fabaceae. C'est un arbre réparti entre le plateau des Guyanes et le Brésil. Il s'agit de la plus grande espèce du genre Bocoa, atteignant 30m de haut. Elle est considérée comme patrimoniale en Guyane française.